# Alma de África Unión Deportiva
L'Alma de África Unión Deportiva, més conegut com a Alma de África, és un club de futbol de Jerez de la Frontera, fundat oficialment el maig de 2015. La majoria dels seus integrants està format per immigrants provinents de països com Camerun, Nigèria, Ghana, Mauritània, Burkina Fasso o el Marroc.
Al llarg de la història, hi ha hagut alguns precedents, com ara el Koa Bosco italià, format per un sacerdot a partir dels immigrants que arribaven a l'illa de Lampedusa. No obstant, en aquest cas els jugadors si que tenien experiència al món del futbol.

## Història
Durant prop de sis anys, abans de la fundació del club, un col·lectiu d'immigrants es reunia per jugar a futbol a un camp de gespa pertanyent a l'hípica de Chapín de Jerez. Quini Rodríguez, un infermer del municipi que passejava sovint per la zona, va començar a observar els partits. Amb el temps, va detectar que els jugadors passaven més temps discutint que practicant el futbol.

## Palmarès
- Equip xerezà de l'any 2016.[4]